# Litíč
Litíč település Csehországban, Trutnovi járásban. Litíč Zaloňov, Velichovky, Dubenec, Hřibojedy és Kuks településekkel határos. Lakosainak száma 189 fő (2024. január 1.).

## Népesség
A település lakosságának változását az alábbi diagram mutatja:
| Lakosok száma | 616  | 461  | 413  | 248  | 128  | 137  | 164  | 174  | 177  | 189  |
|               | 1869 | 1900 | 1921 | 1961 | 1980 | 2011 | 2016 | 2019 | 2021 | 2024 |